# Abaton d'Épidaure
 (mars 2022).
Si vous disposez d'ouvrages ou d'articles de référence ou si vous connaissez des sites web de qualité traitant du thème abordé ici, merci de compléter l'article en donnant les références utiles à sa vérifiabilité et en les liant à la section « Notes et références ».
L'Abaton d'Épidaure appelé aussi Portique d'incubation est un édifice faisant partie du sanctuaire d'Asclépios à Épidaure, en Argolide dans le dème d'Épidaure en Grèce.

## Étymologie
Abaton (grec ancien : τὸ ἄϐατον / tò ábaton) signifie un « lieu où l’on ne doit pas marcher, saint, sacré, inviolable ». 
On y pratiquait un rite appelé « incubation » (enkoimétèrion), consistant à obtenir une guérison par intervention divine au cours d'un rêve.

## Fonction du bâtiment
Le bâtiment accueillait les pèlerins qui venaient au Sanctuaire pour obtenir leur guérison. Après les rites de purification, les pèlerins passaient la nuit dans l'abaton et le dieu Asclépios leur apparaissait en songe et les guérissait en les touchant, ou leur dictait les ordonnances nécessaires à leur guérison.
Quarante-trois tablettes de remerciement en argile, écrites par les pèlerins à la suite de leur guérison, ont été retrouvées sur le site.

## Description
Le bâtiment mesure 70 m de long sur 9,50 m de large.

## Restauration
Des travaux d'anastylose ont été effectués au début des années 2000.

## Quelques vues du bâtiment

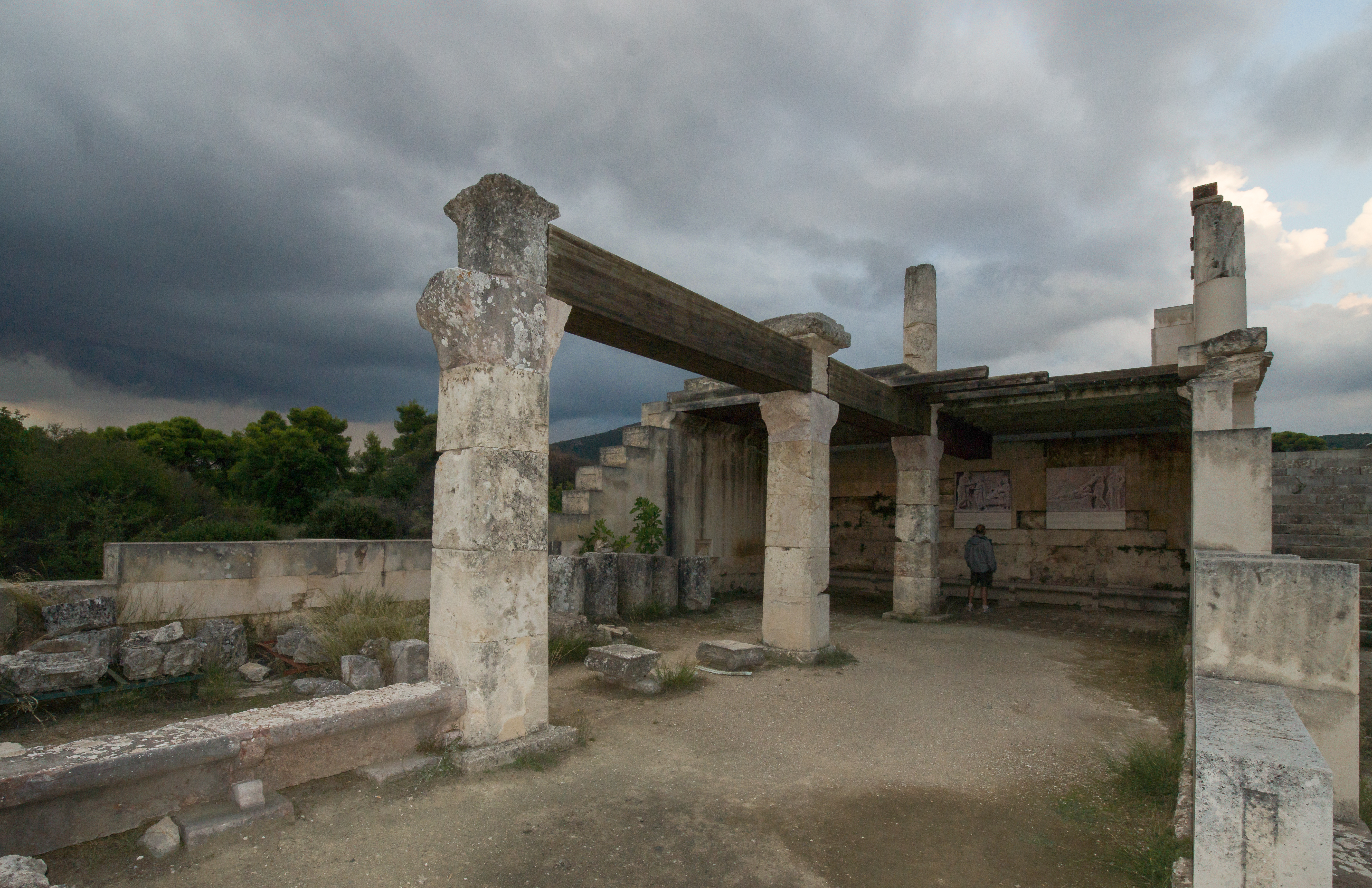
Niveau inférieur de l'abaton
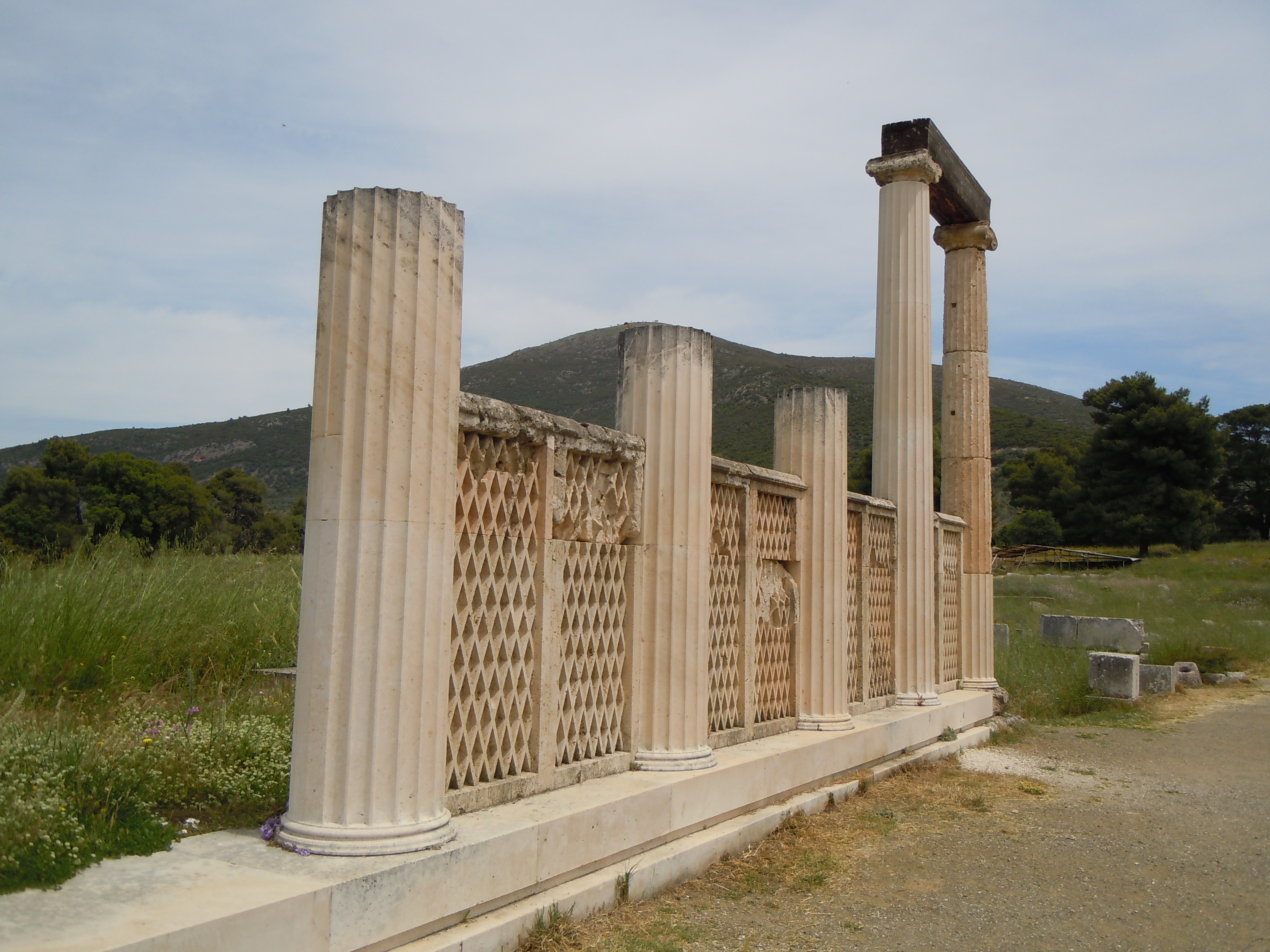
Extrémité est de la façade
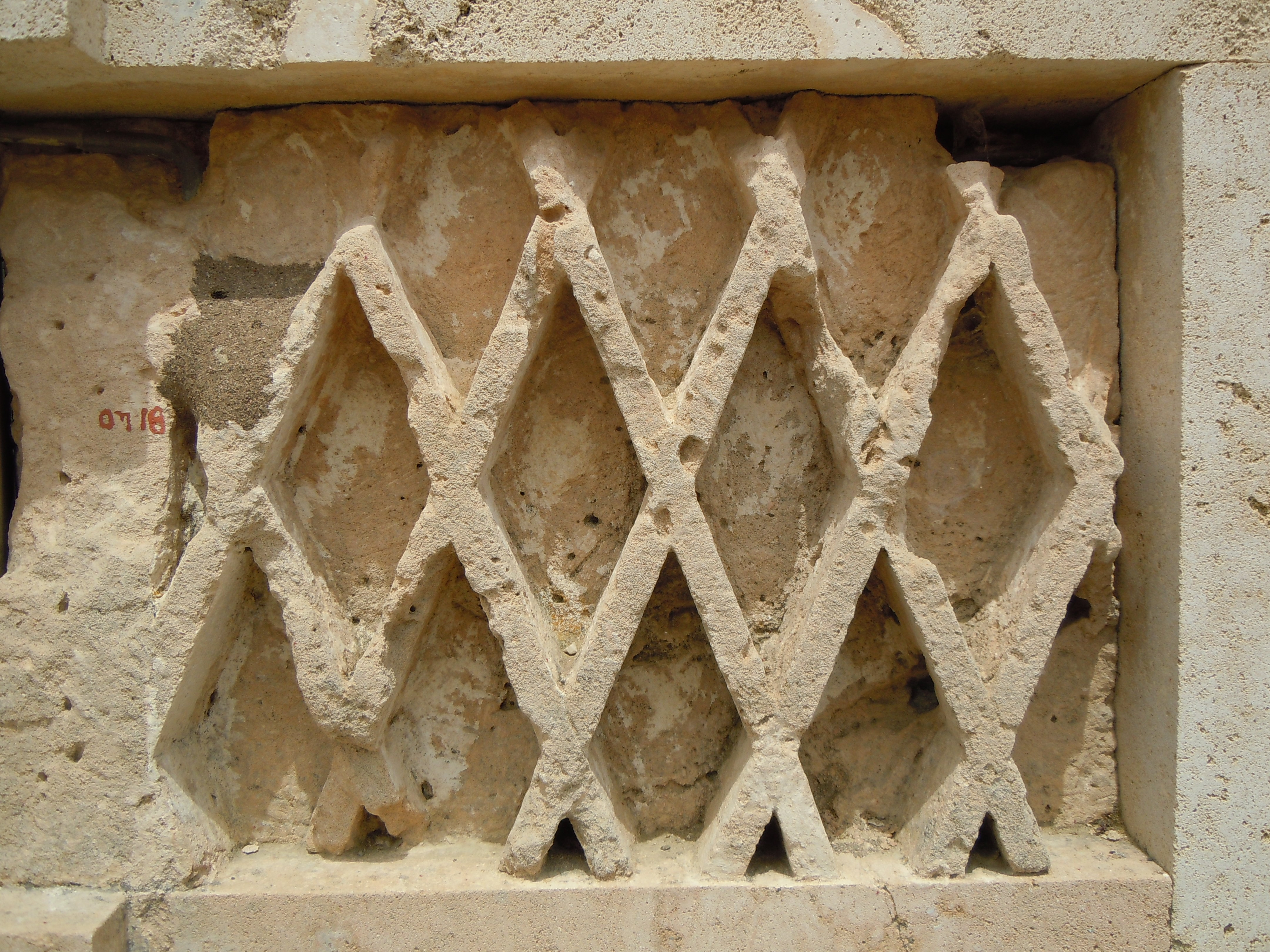
Détail du mur de façade